# 귀가곤란자

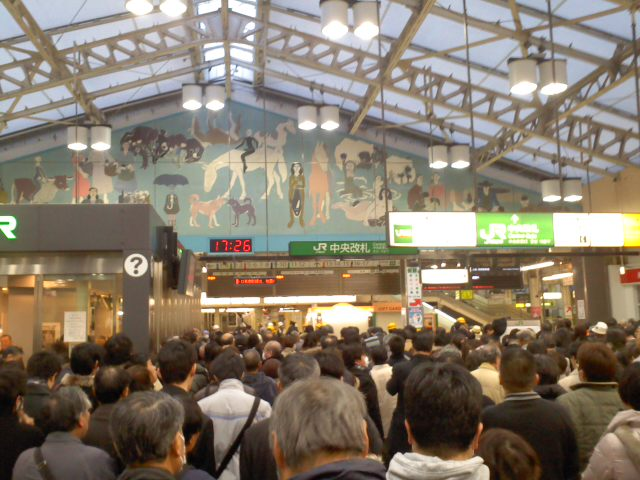
2011년 3월 11일 동일본 대지진에 의한 귀가곤란자. 사진은 신주쿠역에 발이 묶인 사람들의 모습이다.

귀가곤란자(일본어: 帰宅困難者 기타쿠콘난샤[*])는 일본에서 지진 등 자연재해 때문에 교통수단이 마비되어 집에 돌아가기 매우 어려워진 사람들을 뜻한다. 귀택난민(일본어: 帰宅難民)이라고도 부른다.
귀가곤란자는 크게 보면 재해가 발생해 교통수단이 완전히 끊겼고 집과의 거리도 너무 멀어 귀가를 포기한 "귀가포기자"(帰宅断念者)와 장거리지만 어떻게든 돌아갈 수 있다고 판단하고 걸어서 귀가하러는 "원거리 도보귀가자"(遠距離徒歩帰宅者)로 나눌 수 있다. 일본 내각부 중앙방재회의는 통계적 분석을 통해 개략적으로 귀가거리 10 km 이내는 모두 귀가가능자로, 10 km가 넘어가면 귀가곤란자가 발생하기 시작해 20 km까지 1 km마다 10%씩 증가, 20 km부터는 모두 귀가곤란자라고 정의하고 있다.
근대 이후 철도 및 노선버스라는 대중교통이 보급되며 기업 및 학교가 밀집한 도시 지역에서 도보 통근, 통학이 어려운 장거리 노동자나 학생이 늘어났다. 특히 일본은 태평양 전쟁 이후 수도권을 비롯한 대도시권이 대중교통의 보급으로 급격히 넓어졌다. 이 때문에 철도가 대규모로 운행이 중단되는 자연재해시 교통 마비로 귀가가 어려운 사람들이 나타났다.

## 대책
일본 중앙방재회의는 수도직하지진 귀가곤란자 대책협의회가 수립한 가이드라인에 따라 귀가곤란자가 도보로 일제히 귀가할 경우 응급 활동에 큰 지장을 가져오므로 재해 발생시 일제히 귀가억제정책을 발효해 귀가하지 말 것을 촉구하고, 기업은 3일간의 비상식량을 비축하도록 두고 있다. 도쿄도도 2011년 동일본 대지진에 의한 귀가곤란자 사건 이후 2013년부터는 일제 귀가를 막는 조례를 시행했으나 그 인지도는 낮다.

## 일본에서 귀가곤란자가 발생한 주요 자연재해
- 2011년 도호쿠 지방 태평양 해역 지진 → 동일본 대지진에 의한 귀가곤란자
- 2011년 태풍 로키
- 2014년 일본 폭설
- 2018년 오사카부 북부 지진
- 2021년 지바현 북서부 지진

## 같이 보기
- 피난경로
- 일시피난장소
- 피난소
- 비상식량

## 참고 문헌
- 帰宅困難者に係る定義について (PDF)  - 일본 내각부